# Gare de Tver
 (juillet 2023).
Si vous disposez d'ouvrages ou d'articles de référence ou si vous connaissez des sites web de qualité traitant du thème abordé ici, merci de compléter l'article en donnant les références utiles à sa vérifiabilité et en les liant à la section « Notes et références ».
La gare de Tver (en russe : Тверь (станция) est une gare ferroviaire du réseau russe situé dans la ville de Tver.

## Histoire
La gare est ouvert en 1850 par la société Chemin de fer Nicolas sur le trajet st-Petersbourg-Moscou.

## Service des voyageurs

### Desserte

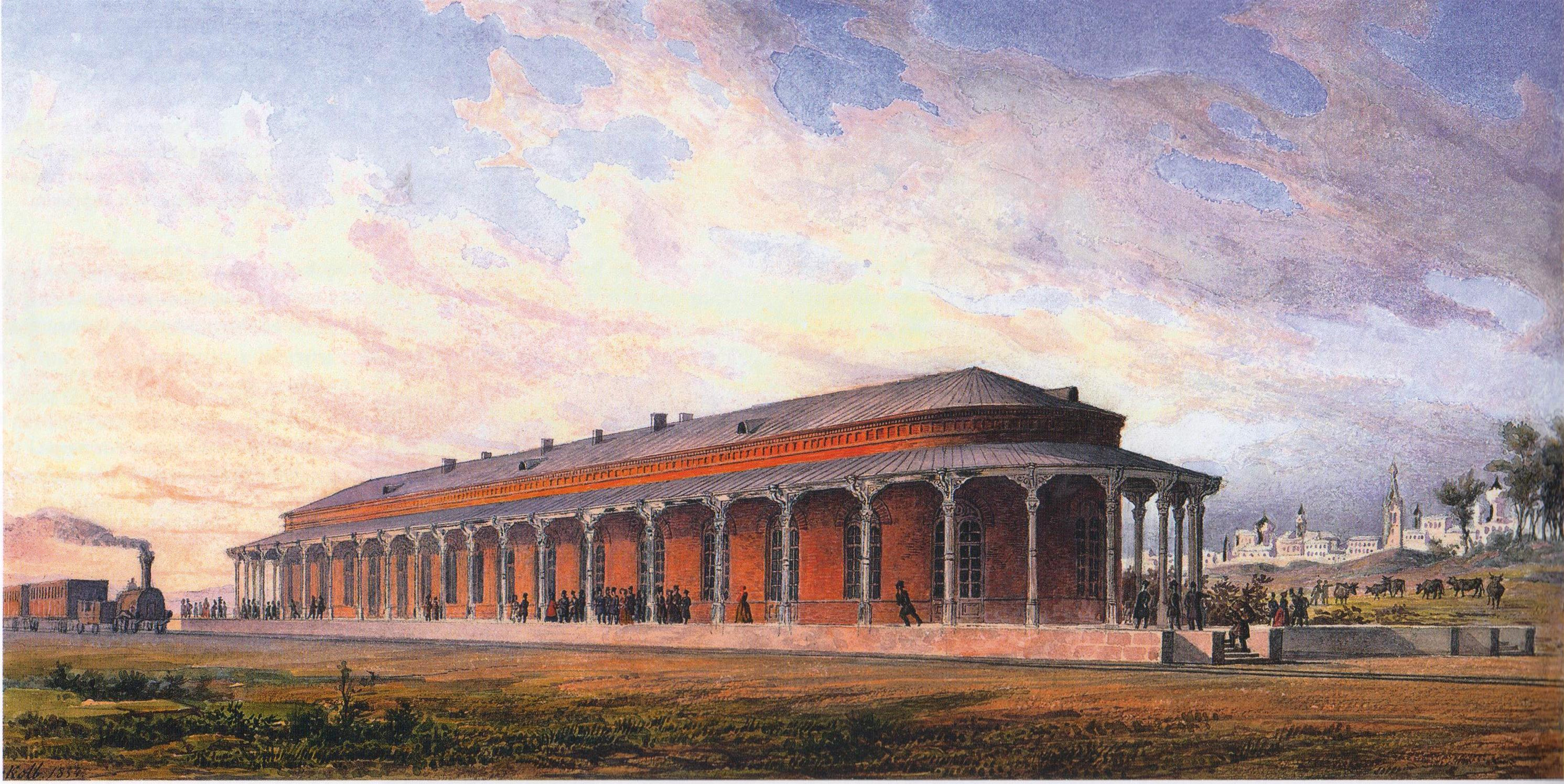
En 1854.
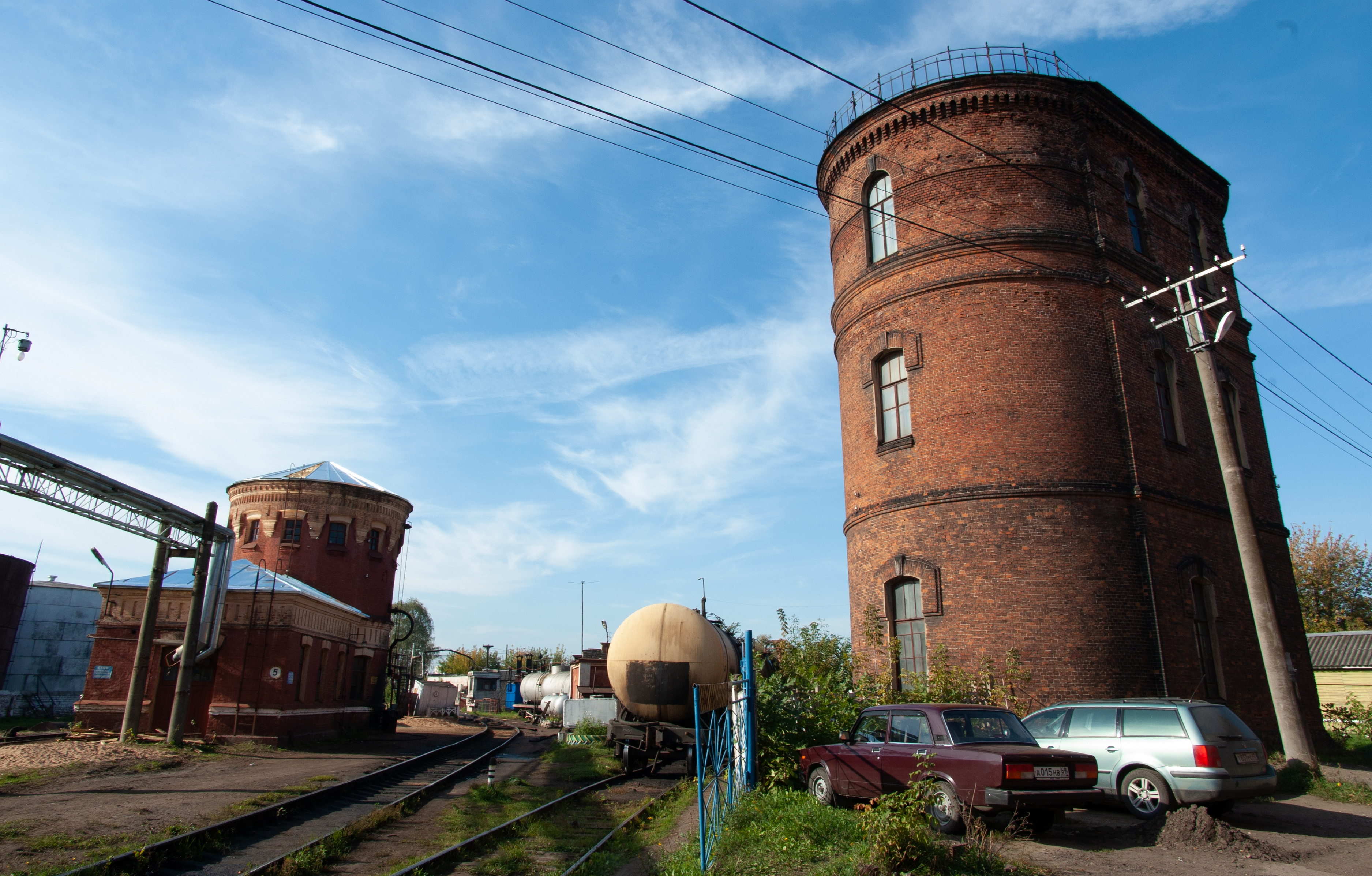
Château d'eau.
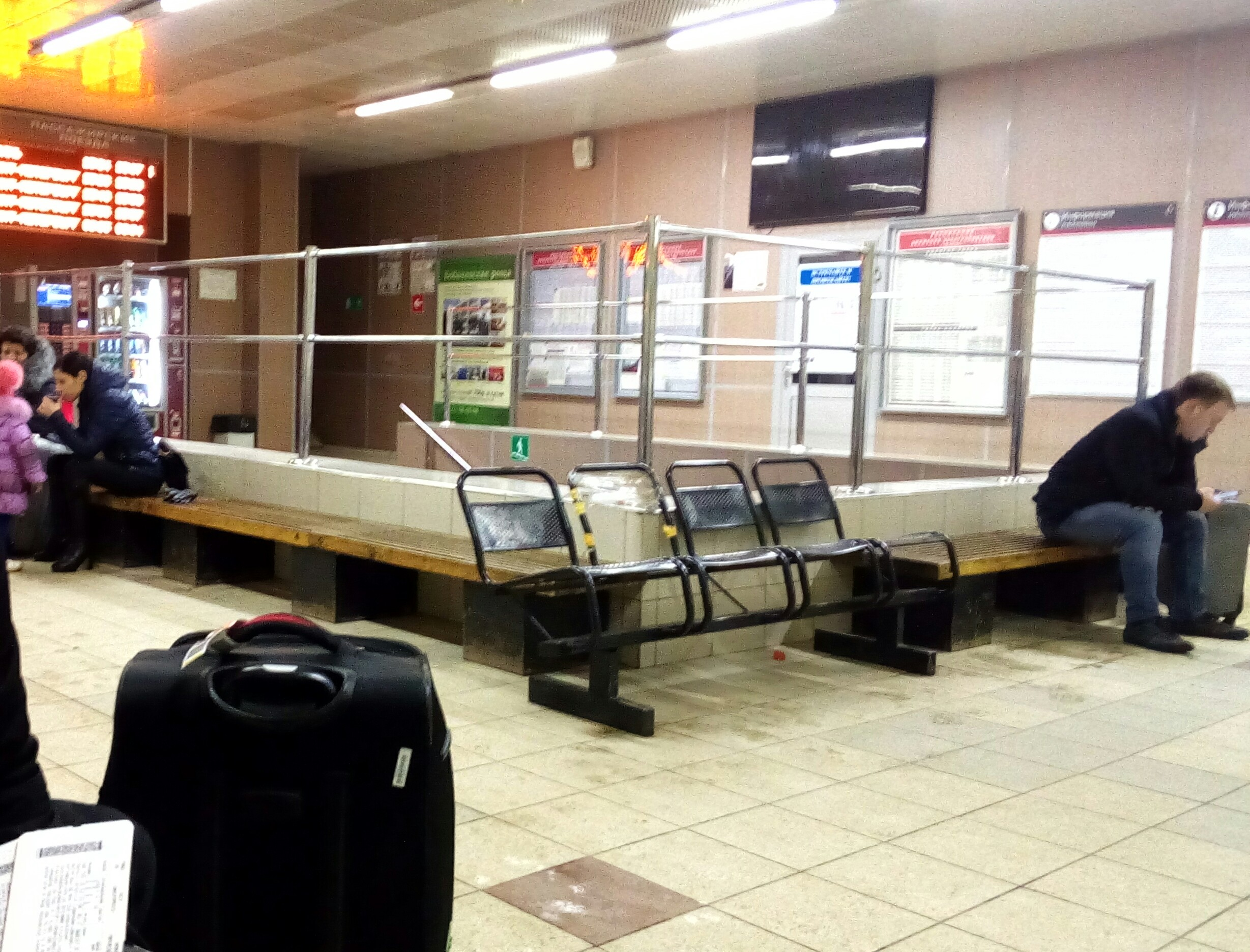
Hall.